# Општина Улми (Дамбовица)
Улми (рум. Ulmi) општина је у Румунији у округу Дамбовица.
Oпштина се налази на надморској висини од 260 m.